# تأثير الانتشار
حسب علم النفس، تأثير الانتشار هو ظاهرة تتمثل بعدم إصابة هدف قليل الانتشار (أو التردد) -أو الفشل في اكتشافه- مقارنةً بالأهداف عالية الانتشار أو التردد. ونجد التطبيق الواقعي لهذه الظاهرة في تحريات أمن المطار، فنظرًا إلى النسبة القليلة ممن يحملون الأسلحة في نقاط التفتيش، فقد يواجه موظفو الأمن فشلًا في اكتشاف من يحاولون حمل الأسلحة معهم إلى الطائرة. وفي إطار الإدراك البصري، يصف انتشار الهدف بروز (أو وضوح) شيء أو مجموعة أشياء في البيئة ومدى تأثيرها على عملية البحث البصري. تظهر تجربة مشابهة عن فحص الأمتعة بالأشعة السينية مدى احتمالية الخطأ عند البحث عن أهداف قليلة الانتشار. ويمكن لانتشار بمعدل 50% أن يقابله معدل خطأ يصل إلى 70%، وهو أمر معهود أيضًا في اختبارات الفحص المخبرية من هذا النوع، إذ أن معدل انتشار 10% يقابله معدل خطأ 16%، ومعدل انتشار تحت 1% يقابله معدل خطأ 30%.
يميل الناس عادةً للبحث عن الأمور الشائعة، مثل نكهة حلوى الجلي المفضلة من بين مجموعة من النكهات. وعندما يبحثون عن أمور نادرة (مثل حلوى الجلي في كيس من المصاصات)، فيميلون إلى ترك البحث سريعًا بسببب قلة احتمالية النجاح والرهانات. تجمع بعض الأبحاث بين الانتشار المنخفض والرهانات المرتفعة، كما التحري الطبي عند تصوير الثدي الشعاعي وعلم الأمراض الخلوي، فهو بحث مهم عن هدف يندر وجوده (إجمالًا تحت 1%). وقد يكون للخطأ في إصابة الهدف تبعات مهمة، كما في تهريب الأسلحة إلى الطائرة.

## التجارب الماضية والاحتمالات المستقبلية
يتأثر تأثير الانتشار بضبط تنازلي للاحتمالات المستقبلية أو تحضير تصاعدي للتجارب السابقة. يشير مصطلح التنازلي إلى توقع التأثير: معرفة ما سيحدث لاحقًا. ينتج تأثير التكرار -التصاعدي- من خلال مشاركة خصائص الحوافز السابقة والحالية. قد يخطئ المراقبون الأهداف النادرة بسبب علمهم بندرتها. تحاول الأبحاث التمييز بين هذه الاحتمالات من خلال إنشاء حالات تختلف فيها التجارب السابقة عن الاحتمالات المستقبلية: تكرر حدوث الهدف في الماضي، ولكنه من المعروف أنه سيصيح نادرًا في المستقبل. ولقد تبين أن تأثير الانتشار هو نتيجة التجارب التصاعدية وغير متأثر بالتحكم التنازلي.

### تجارب تتبع حركة العين
تظهر تجارب تتبع حركة العين أنه يمكن حصول تأثير الانتشار الواسع لدى مجموعة من المشاركين مع أهداف ذات شكل مماثل. في هذه التجربة، توجب على المشاركين تمييز الحرف تي من بين العديد من الأحراف المشابهة بالشكل بمعدل انتشار منخفض، أخطأ المشاركون نحو 40% من الأهداف النادرة واستجابوا بسرعة أكبر للتجارب غائبة الهدف ومن ثم قاموا بها في حالات انتشار عالٍ. (استخدم العمل السابق حوافز بسيطة إجمالًا). اكتشف الباحثون أنه عندما يكون الهدف نادرًا، يمضي المشاركون وقتًا أقل في البحث قبل توصلهم إلى عدم وجوده (بغض النظر عن درجة تعقيد الحافز). تشير بيانات تتبع حركة العين إلى أن الأخطاء العديدة بمعدل انتشار منخفض تعزى إلى إنهاء المشاركين البحث بدون إيجاد الهدف. وعلى الرغم من وجود إشارات تشير لاحتمالية أعلى لوجود هدف، ولكن اتخذ الباحثون وقتًا أطول للإجابة بـ«لا» (مشيرًا إلى ترسخ تأثير الانتشار).

### التأثيرات على الإدراك
تكون طبيعة تأثير الانتشار موضع نقاش، وقد يعزى مصدره إلى الخطأ الحركي. وجد الباحثون أنه عندما ضغط المراقبون بتكرار على نفس الزر في التجارب غائبة الهدف في المصاعب منخفضة الانتشار، فقد كانوا يميلون إلى الضغط على نفس الزر بسرعة كبيرة حتى ولو كان بإمكانهم رؤية الهدف. وعندما مُنح المشاركون فرصةً لتصحيح إجاباتهم، قُلصت معدلات الخطأ (ما يبدي أنه إذا كان للاستجابات الحركية دورًا في تأثير الانتشار، فسيكون هنالك تأثير إدراكي في حال كانت المهمة صعبة). بدّل التخطيط العشوائي أزرار الاستجابة بين تجربة وأخرى، ما منع تحول الاستجابات الحركية إلى عمل تلقائي. وحتى مع وجود هذه الاختلافات، ارتكب المشاركون المزيج من الأخطاء عندما كان انتشار الهدف منخفضًا ولم يبطل السماح للمشاركين بتصحيح أخطائهم تأثير الانتشار المنخفض. اختفى تأثير الانتشار عندما كان هنالك اختلاف واضح بين الربح والخسارة للإجابات الصحيحة والخاطئة، مثل تنافس المراقبون على جائزة.

## تطبيقاته
يبحث المراقبون في مهام البحث البصرية المخبرية النموذجية عن عنصر مستهدف بين عناصر مشتِّتة. تكون العوامل المعدلة لصعوبة البحث مفهومة جيدًا:
1. نظرًا إلى تناقص الاختلاف بين الهدف والمشتتات، يصبح البحث أكثر صعوبةً.[10]
2. نظرًا إلى أن تعريف الأهداف يصبح أكثر تجريديًا، فيصبح البحث أكثر صعوبةً.[10]
3. يصعب العثور على الهدف أكثر إذا كان مافي جواره فوضوي.[11]
4. يصعب العثور على الهدف أكثر إذا كانت الفوضى عشوائية.[12]

وبالمقارنة مع التجارب المخبرية، تشكل العوامل في العالم الحقيقي تحديًا أكبر، فعلى سبيل المثال، يمر موظفو الجمارك بكل هذه العوامل في مهمات التحري بالأشعة السينية. يُعرف الهدف بشكل عام (ويتغير مع الوقت): لا تكون العناصر الهدفية واضحة بشكل فريد دائمًا، والمشتتات متنوعة وغالبًا ما تكون مشابهة للأصل. تضيف الأشعة السينية تحديات شفافية الأشياء وتداخلها، ويملك الفيلم حظأ أقل في إيجاد الأسلحة، إذ يوجد انتشار أعلى لإيجاد العناصر المحظورة (مثل قوارير المياه) والمناطق غير الشفافة التي قد تخبئ خلفها تهديدًا.
يعد اكتشاف سرطان الثدي من مهمات البحث قليلة الانتشار أيضًا. وجد الباحثون الذين دسّوا صورًا إيجابية في سير عمل مرفق التحري عن سرطان الثدي أن نسبة الخطأ قليلة الانتشار كانت أكثر من الضعف لنفس الصور المشاهدة في موقع عالي الانتشار. عُثر على نفس النتائج عند القراء الاختصاصيين للطاخة بابانيكولاو.